# 2020 au Vanuatu
Cet article présente les faits marquants de l'année 2020 au Vanuatu.

## Évènements
- 19 mars : élections législatives. Bob Loughman, le chef du Vanua'aku Pati et candidat de l'opposition sortante, devient Premier ministre le 20 avril.
- 6 avril : Le cyclone Harold atteint la catégorie 5, la plus dangereuse, avant de frapper l'île de Santo au Vanuatu, et après y avoir provoqué plusieurs jours de pluies intenses. Le gouvernement relâche provisoirement et localement l'interdiction des rassemblements publics, décrétée dans le cadre de la prévention face à la pandémie de Covid-19, et autorise les personnes sur l'île à se rassembler dans des abris[1].